# Mima Jaušovec
Mima Jaušovec (Joesjovets) (Maribor, 20 juli 1956) is een voormalig tennisspeelster uit Slovenië. Jaušovec speelt rechtshandig. Zij was actief in het internationale tennis van 1973 tot en met 1989.

## Loopbaan
Jaušovec is het meest bekend door het behalen van de titel op Roland Garros in 1977, waar zij in de finale zegevierde over de Roemeense Florența Mihai. Nog tweemaal bereikte zij op het Parijse gravel de finale: in 1978 (verloor van de Roemeense Virginia Ruzici) en in 1983 (verloor van de Amerikaanse Chris Evert-Lloyd).
In 1978 won Jaušovec het dubbelspeltoernooi van Roland Garros samen met Virginia Ruzici. Een maand later bereikten zij op Wimbledon nog een finale.
In de periode 1973–1989 maakte Jaušovec deel uit van het Joegoslavische Fed Cup-team – zij vergaarde daar een winst/verlies-balans van 19–18.
Na haar tenniscarrière was Jaušovec coach van het Sloveens nationaal team, en in 2004 probeerde zij in het Europese Parlement te komen, maar zij werd niet verkozen.

## Posities op deWTA-ranglijst
Positie per einde seizoen:
| jaar | rang enkelspel | rang dubbelspel |
| ---- | -------------- | --------------- |
| 1975 | 40             | –               |
| 1976 | 11             | –               |
| 1977 | 11             | –               |
| 1978 | 19             | –               |
| 1979 | 20             | –               |
| 1980 | 17             | –               |
| 1981 | 11             | –               |
| 1982 | 12             | –               |
| 1983 | 24             | –               |
| 1984 | 87             | 31              |
| 1985 | 71             | 53              |
| 1986 | 184            | 211             |
| 1987 | 233            | –               |
| 1988 | 352            | –               |
| 1989 | –              | 413             |
| 1990 | –              | 504             |

## Palmares

### WTA-finaleplaatsen enkelspel
| nr.              | finale     | toernooi        | ondergrond | tegenstandster       | score         |
| ---------------- | ---------- | --------------- | ---------- | -------------------- | ------------- |
| gewonnen finales |            |                 |            |                      |               |
| 1.               | 1976-05-29 | WTA Rome        | gravel     | Lesley Hunt          | 6-1, 6-3      |
| 2.               | 1976-08-21 | WTA Toronto     | gravel     | Lesley Hunt          | 6-2, 6-0      |
| 3.               | 1977-06-04 | Roland Garros   | gravel     | Florența Mihai       | 6-2, 6-7, 6-1 |
| 4.               | 1978-05-21 | WTA Hamburg     | gravel     | Virginia Ruzici      | 6-2, 6-3      |
| 5.               | 1982-03-07 | WTA Los Angeles | tapijt (i) | Sylvia Hanika        | 6-2, 7-6      |
| verloren finales |            |                 |            |                      |               |
| 1.               | 1974-07-21 | WTA Kitzbühel   | gravel     | Miroslava Koželuhová | 3-6, 0-6      |
| 2.               | 1977-08-28 | WTA Charlotte   | gravel     | Martina Navrátilová  | 6-3, 2-6, 1-6 |
| 3.               | 1978-06-10 | Roland Garros   | gravel     | Virginia Ruzici      | 2-6, 2-6      |
| 4.               | 1981-03-22 | WTA Boston      | tapijt (i) | Chris Evert-Lloyd    | 4-6, 4-6      |
| 5.               | 1981-10-25 | WTA Brighton    | tapijt (i) | Sue Barker           | 6-4, 1-6, 1-6 |
| 6.               | 1982-02-07 | WTA Detroit     | tapijt (i) | Andrea Jaeger        | 6-2, 4-6, 2-6 |
| 7.               | 1982-03-14 | WTA Dallas      | tapijt (i) | Martina Navrátilová  | 3-6, 2-6      |
| 8.               | 1983-06-04 | Roland Garros   | gravel     | Chris Evert-Lloyd    | 1-6, 2-6      |
| 9.               | 1985-07-21 | WTA Bregenz     | gravel     | Virginia Ruzici      | 2-6, 3-6      |

### WTA-finaleplaatsen vrouwendubbelspel
| nr.              | finale     | toernooi          | ondergrond    | partner             | tegenstandsters                          | score         |
| ---------------- | ---------- | ----------------- | ------------- | ------------------- | ---------------------------------------- | ------------- |
| gewonnen finales |            |                   |               |                     |                                          |               |
| 01.              | 1974-11-09 | WTA Edinburgh     | tapijt (i)    | Virginia Ruzici     | Isabel Fernández de Soto Raquel Giscafré | 6-4, 4-6, 6-4 |
| 02.              | 1978-05-21 | WTA Hamburg       | gravel        | Virginia Ruzici     | Katja Ebbinghaus Helga Masthoff          | 6-4, 5-7, 6-0 |
| 03.              | 1978-05-28 | WTA Rome          | gravel        | Virginia Ruzici     | Florența Mihai Betsy Nagelsen            | 6-2, 2-6, 7-5 |
| 04.              | 1978-06-11 | Roland Garros     | gravel        | Virginia Ruzici     | Lesley Bowrey Gail Lovera                | 5-7, 6-4, 8-6 |
| 05.              | 1979-01-07 | WTA Washington    | tapijt (i)    | Virginia Ruzici     | Renée Richards Sharon Walsh              | 4-6, 6-2, 6-4 |
| 06.              | 1980-11-01 | WTA Stockholm     | tapijt (i)    | Virginia Ruzici     | Hana Mandlíková Betty Stöve              | 6-2, 6-1      |
| 07.              | 1981-11-01 | WTA Filderstadt   | hardcourt (i) | Martina Navrátilová | Barbara Potter Anne Smith                | 6-4, 6-1      |
| 08.              | 1982-02-07 | WTA Detroit       | tapijt (i)    | Leslie Allen        | Rosie Casals Wendy Turnbull              | 6-4, 6-0      |
| 09.              | 1982-04-25 | WTA Amelia Island | gravel        | Leslie Allen        | Barbara Potter Sharon Walsh              | 6-1, 7-5      |
| 10.              | 1984-02-05 | WTA Houston       | tapijt (i)    | Anne White          | Barbara Potter Sharon Walsh              | 6-4, 3-6, 7-6 |
| 11.              | 1985-07-21 | WTA Bregenz       | gravel        | Virginia Ruzici     | Andrea Holíková Kateřina Skronská        | 6-2, 6-3      |
| verloren finales |            |                   |               |                     |                                          |               |
| 1.               | 1977-01-30 | WTA Minneapolis   | tapijt (i)    | Virginia Ruzici     | Rosie Casals Martina Navrátilová         | 2-6, 1-6      |
| 2.               | 1978-07-08 | Wimbledon         | gras          | Virginia Ruzici     | Kerry Reid Wendy Turnbull                | 6-4, 8-9, 3-6 |
| 3.               | 1978-10-29 | WTA Filderstadt   | hardcourt (i) | Virginia Ruzici     | Tracy Austin Betty Stöve                 | 3-6, 2-6      |
| 4.               | 1979-08-26 | WTA Mahwah        | hardcourt     | Regina Maršíková    | Tracy Austin Betty Stöve                 | 6-7, 6-2, 4-6 |
| 5.               | 1980-01-13 | WTA Cincinnati    | tapijt (i)    | Ann Kiyomura        | Laura duPont Pam Shriver                 | 3-6, 3-6      |
| 6.               | 1980-11-16 | WTA Amsterdam     | tapijt (i)    | JoAnne Russell      | Hana Mandlíková Betty Stöve              | 6-7, 6-7      |
| 7.               | 1981-04-12 | WTA Hilton Head   | gravel        | Pam Shriver         | Rosie Casals Wendy Turnbull              | 5-7, 5-7      |
| 8.               | 1981-10-25 | WTA Brighton      | tapijt (i)    | Pam Shriver         | Barbara Potter Anne Smith                | 7-6, 3-6, 4-6 |
| 9.               | 1984-04-22 | WTA Amelia Island | gravel        | Anne Hobbs          | Kathy Jordan Anne Smith                  | 4-6, 6-3, 4-6 |

## Resultaten grandslamtoernooien
| Legenda | Legenda                          |
| ------- | -------------------------------- |
| g.t.    | geen toernooi gehouden           |
| l.c.    | lagere categorie                 |
| –       | niet deelgenomen                 |
| G       | uitgeschakeld in de groepsfase   |
| 1R      | uitgeschakeld in de eerste ronde |
| 2R      | uitgeschakeld in de tweede ronde |
| 3R      | uitgeschakeld in de derde ronde  |
| 4R      | uitgeschakeld in de vierde ronde |
| KF      | uitgeschakeld in de kwartfinale  |
| HF      | uitgeschakeld in de halve finale |
| F       | de finale verloren               |
| W       | het toernooi gewonnen            |
| w-v     | winst/verlies-balans             |

### Enkelspel
| Toernooi        | 1974 | 1975 | 1976 | 1977 | 1977 | 1978 | 1979 | 1980 | 1981 | 1982 | 1983 | 1984 | 1985 | 1986 | 1987 | 1988 |
| --------------- | ---- | ---- | ---- | ---- | ---- | ---- | ---- | ---- | ---- | ---- | ---- | ---- | ---- | ---- | ---- | ---- |
| Australian Open | –    | –    | –    | –    | –    | –    | –    | HF   | 4R   | 3R   | –    | –    | –    | g.t. | –    | 1R   |
| Roland Garros   | 3R   | 3R   | –    | W    | W    | F    | 3R   | 4R   | KF   | 4R   | F    | 3R   | 2R   | 3R   | 1R   | –    |
| Wimbledon       | 3R   | 4R   | 4R   | 3R   | 3R   | KF   | 2R   | –    | KF   | 2R   | 3R   | 1R   | 1R   | 1R   | –    | –    |
| US Open         | 3R   | 2R   | HF   | KF   | KF   | 2R   | 2R   | KF   | 2R   | 2R   | 3R   | 3R   | 2R   | –    | –    | –    |

### Vrouwendubbelspel
| Toernooi        | 1974 | 1975 | 1976 | 1977 | 1977 | 1978 | 1979 | 1980 | 1981 | 1982 | 1983 | 1984 | 1985 | 1986 | 1987 |
| --------------- | ---- | ---- | ---- | ---- | ---- | ---- | ---- | ---- | ---- | ---- | ---- | ---- | ---- | ---- | ---- |
| Australian Open | –    | –    | –    | –    | –    | –    | –    | 3R   | 2R   | 2R   | –    | –    | –    | g.t. | –    |
| Roland Garros   | 3R   | KF   | 3R   | 3R   | 3R   | W    | 3R   | HF   | 2R   | 2R   | 1R   | KF   | 2R   | 2R   | 1R   |
| Wimbledon       | 2R   | 2R   | 1R   | 2R   | 2R   | F    | HF   | –    | 2R   | 3R   | KF   | 3R   | 3R   | 1R   | –    |
| US Open         | 2R   | 3R   | HF   | 3R   | 3R   | 2R   | –    | 3R   | 2R   | 3R   | HF   | 2R   | 2R   | –    | –    |

### Gemengd dubbelspel
| Australian Open | g.t. | g.t. | g.t. | g.t. | g.t. | g.t. | g.t. |
| Roland Garros   | HF   | –    | –    | 1R   | –    | 1R   | 2R   |
| Wimbledon       | 2R   | 1R   | 3R   | –    | –    | –    | –    |
| US Open         | –    | –    | –    | –    | 1R   | –    | –    |